# Hellmuthia
Hellmuthia es un género monotípico de plantas herbáceas de la familia de las ciperáceas. Su única especie, Hellmuthia membranacea (Thunb.) R.W.Haines & Lye,es originaria de la Provincia del Cabo en Sudáfrica.

## Descripción
Es una planta herbácea perennifolia mesófila que alcanza un tamaño de 0.3 - 0.9 m de altura a una altitud de 10 - 500 metros.
Glabra, excepto los márgenes minuciosamente ciliados de las glumas; con rizoma horizontal, leñoso, tallos de 25-50 cm de largo, aproximada en el rizoma, más corpulentos, cada uno con una cabeza de 1-7 espiguillas; hoja en la vaina superior, rígida, estrecha, (las hojas de 5-8 cm de largo se producen en la base de los tallos estériles); brácteas similares a la hoja superior; espiguillas  siempre grandes, elipsoide-cilíndricas, obtusas, cilíndricos, densas, de color marrón; glumas orbiculares, plana en la parte posterior, con un margen escarioso algo fimbriado.

## Taxonomía
Hellmuthia membranacea fue descrita por (Thunb.) R.W.Haines & Lye y publicado en Botaniska Notiser 129: 66. 1976.
Sinonimia
- Ficinia canaliculata H.Pfeiff.
- Ficinia membranacea (Thunb.) Kunth
- Hellmuthia restioides Steud.
- Isolepis membranacea (Thunb.) Nees
- Scirpus membranaceus Thunb. basónimo[5]